# Football Club Wohlen
Maillots
Actualités
Le Fussballclub Wohlen 1904 est un club de football Suisse de la ville de Wohlen dans le canton d'Argovie.
Il évolue en 1ère Ligue Classic.